# Ho Ching

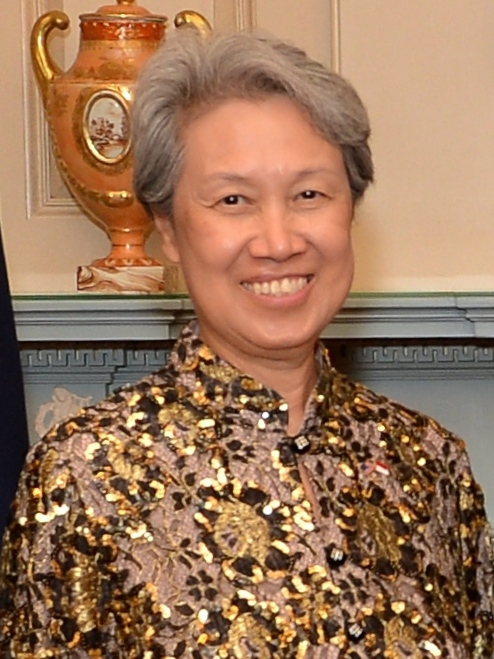
Ho Ching in 2016

Ho Ching (Chinees: 何晶; Pinyin: Hé Jīng; Singapore, 27 maart 1953) is een Singaporese zakenvrouw. Ho is sinds 2022 de voorzitter van Temasek Trust en speelt daarmee een belangrijke rol in het financieel toezicht op de non-profitfondsen van de Singaporese overheid. Ze was van 2004 tot 2021 de algemeen directeur en bestuursvoorzitter van Temasek Holdings, het investeringsbedrijf van Singapore, en is de echtgenote van Lee Hsien Loong, sinds 2004 de Premier van Singapore. 
In 2023 werd Ho genoemd als de 33e meest invloedrijke vrouw ter wereld door Forbes.

## Levensloop
Ho groeide op in Singapore als de oudste dochter van zakenman Ho Eng Hong (1926) en Chan Chiew Ping (1931-2005). Ze was een van de meest succesvolle studenten aan het National Junior College en werd uitgeroepen tot "student van het jaar". Ze studeerde in 1976 af aan de tegenwoordige Nationale Universiteit van Singapore (NUS) met first class honours in elektrotechniek. Ze behaalde in 1982 een Mastergraad in elektrotechniek aan de Stanford-universiteit in de Verenigde Staten.
Na haar afstuderen aan de NUS ging Ho aan de slag als ingenieur bij het Ministerie van Defensie van SIngapore, en in 1983 werd ze verantwoordelijk voor de aankoopafdeling van het ministerie. Daar ontmoette ze Lee Hsien Loong, de oudste zoon van Lee Kuan Yew, de oprichter en voormalig premier van Singapore. Ze trouwden op 17 december 1985, en zouden twee zoons krijgen. 
In 1987 werd ze deputy director of engineering bij Singapore Technologies en algemeen directeur in 1997. In 2002 werd ze directeur bij Temasek Holdings, het investeringsbedrijf van Singapore, en later ook algemeen directeur. Op 1 oktober 2021 werd ze in die rol opgevolgd door Dilhan Pillay Sandrasegara en tegelijk benoemd als directeur van Temasek Trust. Op 1 april 2022 volgde ze S. Dhanabalan op als voorzitter van Temasek Trust. 